# Nilotische talen
De Nilotische talen zijn de grootste taalgroep binnen de  Oost-Soedanese talen, die weer tot de Nilo-Saharaanse talen behoren.
De talen en dialecten binnen deze taalgroep worden in een gebied gesproken dat zich uitstrekt van het zuiden van het land Soedan tot in Tanzania. De sprekers van de Nilotische talen worden de Nilotische volkeren genoemd. Deze volkeren zijn traditioneel gezien in hoofdzaak veehouders.

## Classificatie en talen
De Nilotische talen worden in de volgende drie subgroepen onderverdeeld:
- Oost-Nilotische talen
- West-Nilotische talen
- Zuid-Nilotische talen

Hieronder volgt een lijst van talen, gegroepeerd op hun verdere classificatie.

### Oost-Nilotische talen
- Bari
  - Bari
  - Kakwa
  - Mandari, Mondari of Mundari
- Lotuxo-Teso
  - Lotuxo-Maa
    - Lotuxo
      - Dongotono
      - Lango
      - Lokoya of Lokoja
      - Lopit of Lopid
      - Otuho,  Lotuko of Lotuxo

    - Ongamo-Maa
      - Ongamo of Ngasa
      - Maa of Masai
      - Samburu

  - Teso-Turkana
    - Teso
      - Teso

    - Turkana
      - Karamojong
      - Nyangatom
      - Toposa
      - Turkana

### West-Nilotische talen
- Dinka-Nuer
  - Dinka
  - Nuer
    - Reel of Atuot
    - Nuer
- Luo
  - Noordelijk
    - Anuak
    - Bor
      - Belanda Bor

    - Jur
      - Luwo

    - Mabaan-Burun
      - Burun
      - Mabaan

    - Pari
    - Shilluk
    - Thuri

  - Zuidelijk
    - Dhopadhola of Adhola
    - Kuman
    - Luo-Acholi
      - Alur-Acholi
        - Alur
        - Lango-Acholi
          - Acholi
          - Lango

      - Luo

### Zuid-Nilotische talen
- Kalenjin
  - Elgon 
    - Kupsabiny
    - Sabaot

  - Nandi-Markweta
    - Markweta
      - Endo
      - Talai

    - Nandi
      - Aramanik
      - Kalenjin
      - Kisankasa
      - Mediak
      - Mosiro
      - Tugen

  - Okiek
  - Pökoot of Pokot
- Tatoga of Omotik-Datooga
  - Omotik
  - Datooga